# 2014 en Bretagne
 Chronologie de la Bretagne
- 2010
- 2011
- 2012
- 2013
- 2014
- 2015
- 2016
- 2017
- 2018

Cette page recense des événements qui se sont produits durant l'année 2014 en Bretagne.

## Société

### Faits sociétaux
- 9 janvier : interdiction à Nantes du spectacle le Mur de l'humoriste Dieudonné[1].
- 28 février : le contrat entre l'ICANN et l'association www.bzh est signé, consacrant l'existence de la nouvelle extension .bzh sur Internet[2] avec déploiement progressif courant 2014 — l'ouverture à tout demandeur étant effective le 4 décembre[3].
- 27 mai : Des juges d'instruction nantais chargés de l'enquête faisant suite au naufrage du Bugaled Breizh en 2004 concluent l'affaire par une ordonnance de non-lieu[4].
- nuit du 19 au 20 septembre : Des producteurs de légumes du Nord-Finistère, protestant contre la politique fiscale, incendient le bâtiment de la mutualité sociale agricole, à Saint-Martin-des-Champs, puis le centre des impôts de Morlaix [5],[6].
- 30 septembre : création par décret du parc naturel régional du golfe du Morbihan[7].
- 3 octobre : le site internet Facebook intègre la langue bretonne comme langue utilisable dans son interface[8].
- Début octobre : début de la mobilisation des « cirés jaunes », îliens morbihannais, contre la hausse des tarifs préférentiels des navettes maritimes, lors de la renégociation du contrat de délégation de service public du conseil général du Morbihan[9],[10].
- 7 novembre : un millier de « cirés jaunes » manifestent à Vannes[11].

### Éducation
- 1er janvier : l'École normale supérieure de Rennes accède au statut d'établissement autonome, dépendant jusqu'alors de l'École normale supérieure de Cachan[12].
- 14 mars : le conseil d'administration de l'université Rennes 2 vote en faveur de la fusion avec l'université Rennes 1[13].
- 18 mars : le conseil d'administration de l'université Rennes 1 vote en faveur de la fusion avec l'université Rennes 2[13].
- 28 mai : l'École des mines de Nantes et Télécom Bretagne annoncent leur projet de fusion[14].
- 5 juin les directeurs des instituts universitaires de technologie de la région Bretagne annoncent la création du « Collegium IUT de Bretagne »[15].
- Juillet : l'académie de Rennes obtient un taux de réussite de 89,5 % au brevet des collèges, de 93,9 % au baccalauréat général, de 87,7 % au baccalauréat professionnel, et de 94,9 % au baccalauréat technologique[16].
- Septembre : le cap des 20 000 élèves en filière bilingue français-breton est dépassé avec 20 300 inscrits[17].

### Catastrophes naturelles
La Bretagne a connu ses pires phénomènes climatiques depuis les épisodes de l'hiver 2000-2001, vraisemblablement en raison d'une anomalie liée aux températures douces de l'hiver, sans rapport avec le réchauffement climatique selon le climatologue Jean Jouzel. Le trafic ferroviaire a été interrompu plusieurs fois en raison de chutes d'arbres. L'économie de la pêche a été atteinte, en particulier celle du goémon.
- Tempêtes
  - 4 et 5 février : la tempête Petra coupe 13 000 foyers d'électricité, des pointes de vent de 155 km/h sont enregistrées à Camaret-sur-Mer[23].
  - 6 et 7 février : la tempête Qumaira touche la région, des pointes de vent de 110 km/h sont enregistrées à Groix[24].
  - 8 et 9 février : la tempête Ruth touche la région, des pointes de vent de 133 km/h sont enregistrées à Camaret-sur-Mer[25].
  - 13 et 14 février : la tempête Ulla coupe plus de 100 000 foyers d'électricité, des pointes de vent de 180 km/h sont enregistrées au Conquet. Un marin meurt sur un paquebot au large du Finistère[26],[21].
  - 28 février et 1er mars : la tempête Andrea touche la région, des pointes de vent de 149 km/h sont enregistrées à Camaret-sur-Mer[27]
- Inondations

- Séisme
  - 15 mars : un séisme de magnitude 2,9 est enregistré dans la région de Fougères [28].
  - 11 juillet : un séisme de magnitude 4,9 est enregistré en mer à 50 km au nord des Côtes-d'Armor[29].
  - 31 août : un séisme de magnitude 2,4 est enregistré dans la région de Saint-Méen-le-Grand[30].
  - 9 décembre : un séisme de magnitude 3,6 est enregistré dans la région de Quiberon[31].

Par ailleurs, malgré un mois de février particulièrement difficile, la Bretagne connaît des températures chaudes et un fort ensoleillement en juin puis en juillet, faisant du premier semestre 2014 le second plus chaud jamais enregistré depuis 1900 dans la région.

### Décès
- 2 février : Émile Guérinel, coureur cycliste, vainqueur du Grand Prix Ouest-France de Plouay[33].
- 6 février : Louis Prévoteau, prêtre, initiateur du pardon des motards à Porcaro[34].
- 14 février : Jean Crenn, député de la 6e circonscription du Finistère entre 1973 et 1981[35].
- 15 février : Claire Guezengar, romancière et critique d'art[36].
- 22 février : Alphonse Arzel, ancien sénateur du Finistère, ancien maire de Ploudalmézeau et ancien président de l'Association des maires du Finistère[37].
- 1er mars : Alain Resnais, réalisateur, scénariste et monteur de cinéma[38].
- 27 avril : Yves Ollitrault, dit Yvon, patron du pub breton Ti Jos à Paris, fréquenté par de célèbres artistes bretons et irlandais[39].
- 11 juin : Charles Gautier, maire de Saint-Herblain de 1989 à 2014 et sénateur de la Loire-Atlantique de 2001 à 2011[40].
- 12 juin : Émile Legangnoux, ancien footballeur entre 1948 et 1961, notamment au Stade rennais[41]
- 21 juin : Hélène Cadou, poétesse bretonne, épouse de René Guy Cadou[42].
- 23 juin : Marie Jacq, députée socialiste du Finistère de 1978 à 1993 et vice-présidente de l'Assemblée nationale de 1981 à 1982[43].
- 3 juillet : Georges Le Rider, historien, spécialiste de la numismatique grecque, qui dirigea la Bibliothèque nationale (Paris)[44].
- 11 juillet : Jacques Damase, éditeur français[45].
- 30 août : Frédo Garel, dirigeant et entraîneur sportif, auteur de plusieurs ouvrages sur l'entraînement et la préparation des footballeurs[46].
- 30 septembre : Michel Santangeli, batteur brestois ayant notamment accompagné Alan Stivell et Jacques Higelin[47]
- 13 octobre : Pierre Toulhoat, artiste et joailler quimpérois[48].
- 19 décembre : Jacques Baguenard, politologue et universitaire brestois, vice-président du Brest Armorique[49]

## Politique

### Vie politique
- 5 mai : l'union démocratique bretonne célèbre son 50e anniversaire à Lorient[50],[51].
- 25 aout : visite présidentielle de François Hollande à l'île de Sein dans le cadre du 70e anniversaire de la Libération[52].
- 17 septembre : le ministre de l'économie Emmanuel Macron déclare que les salariées de Gad sont « pour beaucoup illettrées » et n'ont pas le permis, provoquant une polémique[53]

### Réforme territoriale

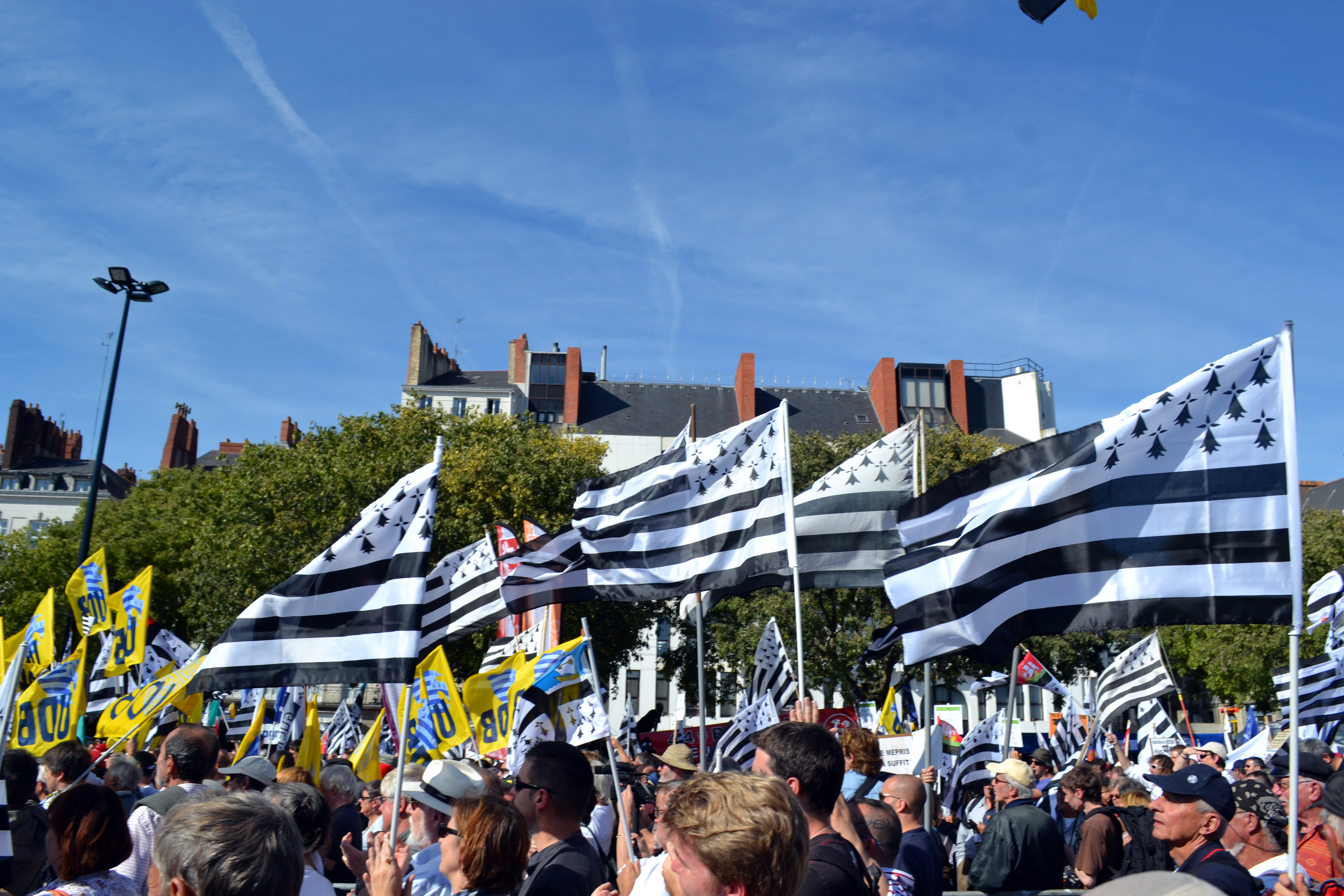
Manifestation à Nantes le 27 septembre

Dans le cadre de la réforme territoriale française, de nombreuses voix se sont exprimées sur le devenir de la Bretagne.
- 11 avril : une carte non officielle est révélée par le magazine Challenges, prévoyant le démantèlement des Pays de la Loire et le retour de la Loire-Atlantique en Bretagne[54].
- 19 avril : manifestation à Nantes de 5 000 à 15 000 personnes en faveur de la réunification de la Bretagne[55].
- 3 juin : François Hollande révèle une carte officielle prévoyant un statu quo pour la Bretagne et la région Pays de la Loire[56].
- 28 juin : manifestation à Nantes de 8 450 à 15 000 personnes en faveur de la réunification de la Bretagne[57].
- 27 septembre : manifestation à Nantes de 13 000 à 30 000 personnes en faveur de la réunification de la Bretagne[58].

### Élections municipalesdes23et30 mars
- Trois communes des Côtes-d'Armor n'ont pas de candidats déclarés lors du 1er tour (Saint-Gilles-du-Mené, Tréogan, Troguéry)[59].

### Élections européennesdu25 mai
Les élections européennes sont marquées par une forte percée du Front national, alors que la région avait toujours peu voté pour ce parti.
Ces élections confirment le désaveu du parti socialiste, pourtant historiquement très présent dans la région, tandis que le candidat FN Gilles Lebreton arrive en seconde place, derrière le candidat UMP. Le vote FN a été le plus fort en zone rurale, 502 communes sur 1 270 l'ayant placé en tête. Le PS se maintient à Rennes, le vote FN se révèle le plus faible dans le département d'Ille-et-Vilaine alors que le Morbihan a vu la victoire du candidat frontiste.

## Économie

### Agro-alimentaire

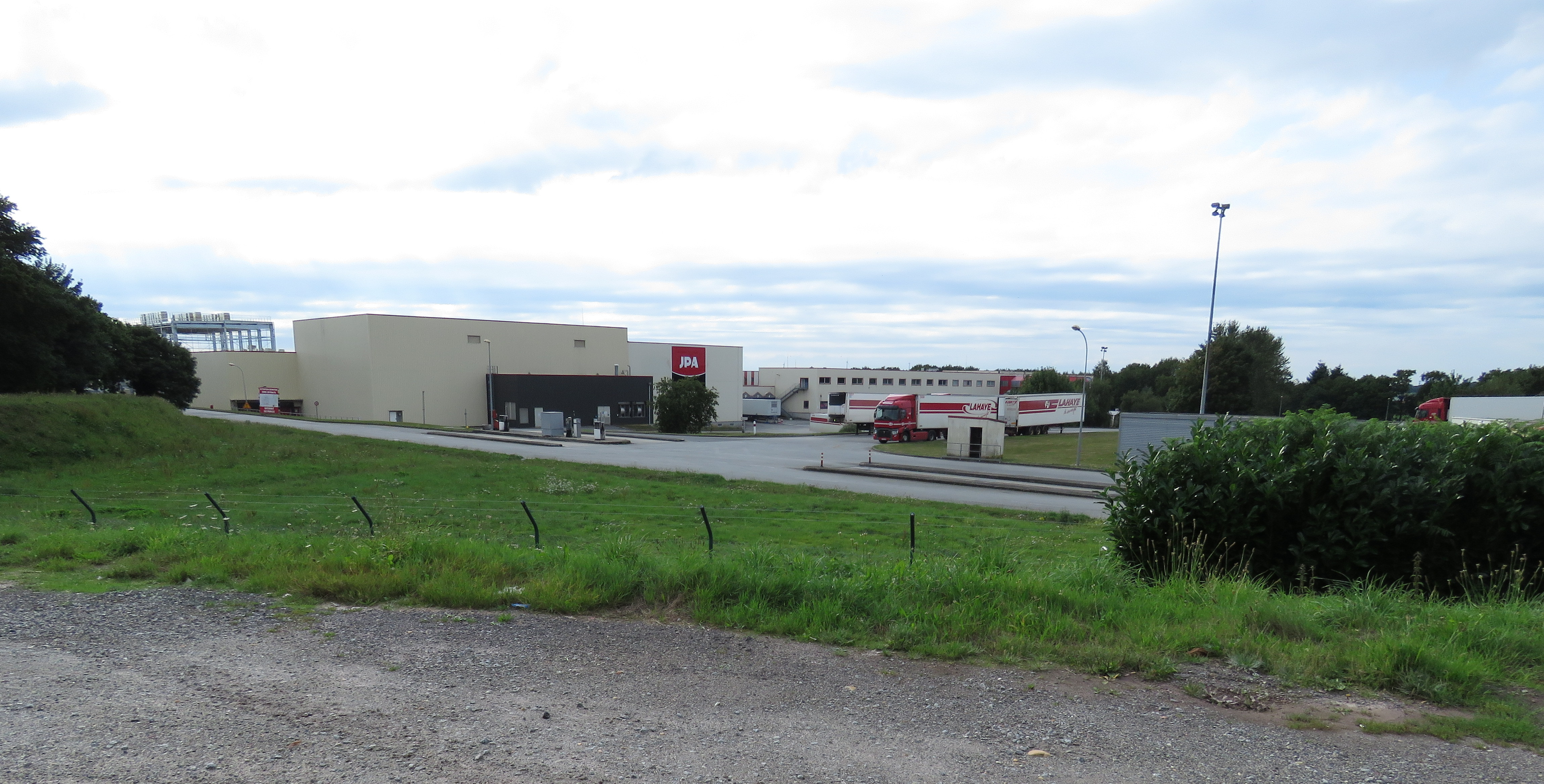
L'ex-abattoir GAD de Josselin, après sa reprise par le groupe JPA.

L'élevage est en difficulté, notamment celui des porcs et de la volaille, vraisemblablement en raison d'un manque d'organisation et de solidarité. Les tensions entre l'Union européenne et la Russie poussent ce dernier pays à décréter un embargo sur le porc européen fin juin 2014. La mesure touche durement les abattoirs Gad, dont le site de Josselin avait déjà échappé à la fermeture en 2013. Entre janvier et juillet 2014, les pertes financières de Gad sont estimées à 13 millions d'euros, mettant un millier d'emplois en péril.
- 7 juillet : des éleveurs de porc occupent l'ancien site Gad de Lampaul-Guimiliau[66]
- 10 juillet : le groupe Intermarché annonce être intéressé par un rachat de Gad à la CECAB[65].
- 18 juillet : la direction de Gad à Josselin témoigne de ses « grandes difficultés »[67].
- 7 août : la direction de Gad à Josselin annonce aux employés la fermeture probable du site fin août[68].
- 9 août : Annonce officielle de la liquidation judiciaire prochaine de Gad Josselin[69]
- 22 août : Confirmation de la demande de résolution du plan de redressement de Gad Josselin par la direction[70]
- 11 septembre : Liquidation judiciaire de Gad[71]
- 29 septembre : Le groupe Intermarché confirme sa reprise et annonce la suppression de 300 emplois en CDI chez Gad[71]

### Textile
- 16 juillet : la société Dolmen est placée en liquidation judiciaire[72].

### Construction navale
- Janvier : 
  - Livraison de la frégate FREMM Mohammed VI, construite à l'arsenal de Lorient, à la marine royale du Maroc[73].
  - Les chantiers de l'Atlantique de Saint-Nazaire annoncent avoir conclu avec la Brittany Ferries un contrat portant sur la construction d'un ferry pour un montant de 270 millions d'euros[74].
- Mars  : Les chantiers de l'Atlantique de Saint-Nazaire annoncent avoir conclu avec MSC Croisières un contrat portant sur la construction de deux paquebots de Classe Vista pour un montant de 1,5 milliard d'euros[75].
- Mai :
  - 9 mai : mise sur cale de l'Oasis 3 aux chantiers de l'Atlantique de Saint-Nazaire. L'armateur Royal Caribbean et les chantiers annoncent avoir conclu un contrat portant sur la construction de d'un Sister-ship, l'Oasis 4, pour un montant d'environ 1 milliard d'euros[76],[77].
  - 23 mai : STX France annonce la mise en vente des chantiers de l'Atlantique de Saint-Nazaire[78].
- 12 juillet : mise à l'eau de la frégate FREMM Languedoc à l'arsenal de Lorient[79].
- 21 octobre : mise à l'eau du Sebastopol, porte-hélicoptères de classe Mistral pour la marine russe, aux chantiers de l'Atlantique de Saint-Nazaire[80].

## Culture
L'année est marquée par de multiples célébrations autour d'Anne de Bretagne, à l'occasion des 500 ans de sa mort. Un site internet spécial (Annedebretagne2014.com) est mis en place, dans le cadre d'un projet de réalisation d’une fresque contemporaine dans une chapelle. De multiples événements lui rendent un hommage particulier, entre autres la fête médiévale de Josselin, qui célèbre la remise du château de Josselin à Jean II de Rohan par la duchesse, à la fin du XVe siècle.

### Musique

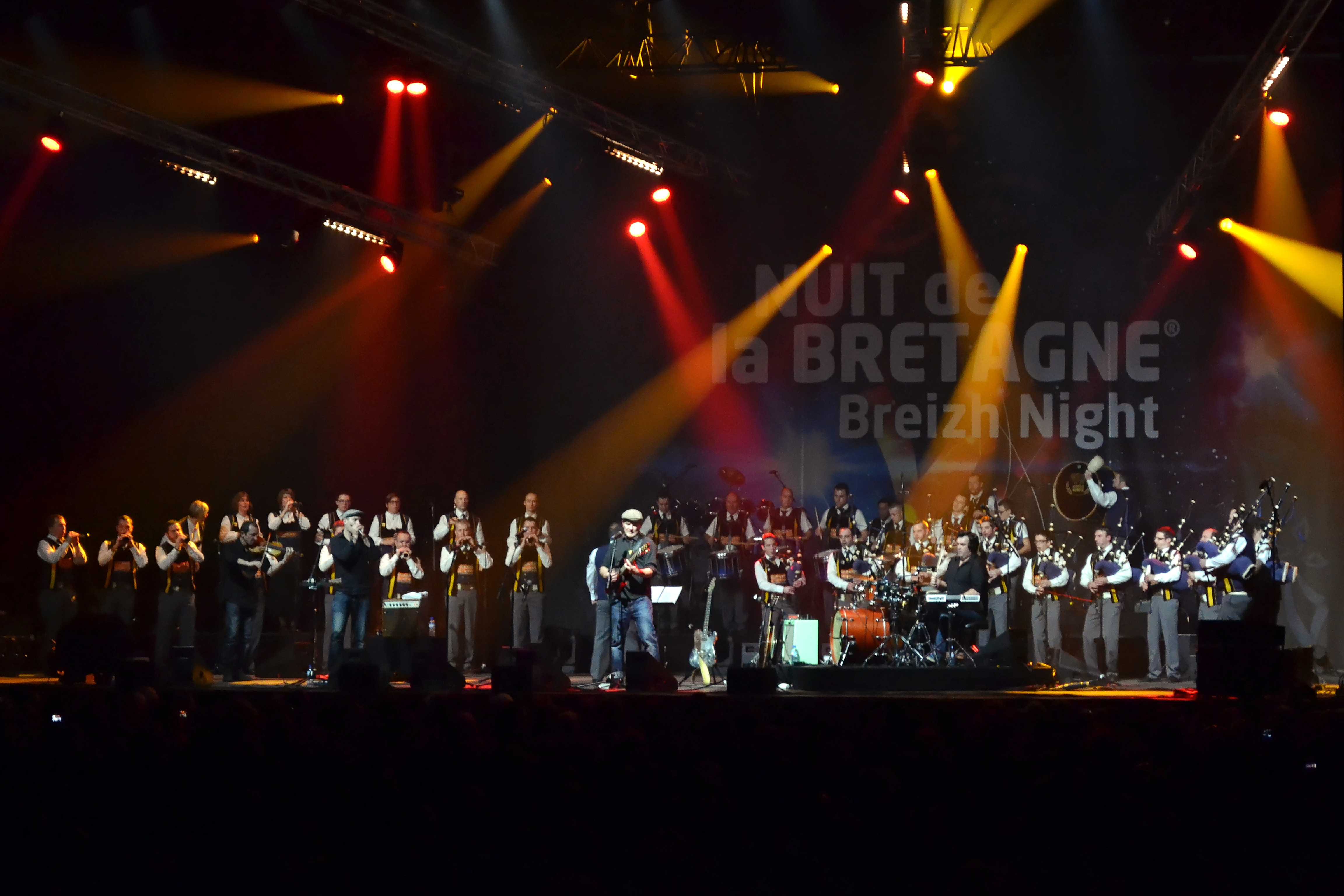
Fest-Rock lors de la Nuit de la Bretagne à Morlaix.

- janvier et décembre : la deuxième édition de la Nuit de la Bretagne a lieu dans les grandes salles de concert de Bretagne ainsi qu'à Bercy[83].
- 3 mai : À l'occasion de la finale de la Coupe de France de football opposant l'En Avant de Guingamp au Stade rennais, la chanteuse Nolwenn Leroy est choisie pour interpréter le Bro Gozh ma Zadoù quelques minutes avant la rencontre, l'hymne étant exceptionnellement intégré au protocole d'avant-match, qui n'inclut habituellement que la seule Marseillaise[84]. Le choix de la chanteuse, ainsi que la mise à l'honneur de ce chant, provoque quelques polémiques[85],[86].
- 18 juillet : présentation de la Duchesse-Anne, un instrument de musique proche de la bombarde, après quatre années de développement[87].
- 2 août : le bagad Kemper remporte la 65e édition du championnat national des bagadoù au festival interceltique de Lorient[88].
- décembre : le Bagad Melinerion participe à l'édition 2014 de l'émission de télévision La France a un incroyable talent[89].

#### Festivals de musique
- 17-20 juillet : 23e festival des Vieilles Charrues
- 22-27 juillet : 91e festival de Cornouaille
- 1er au 10 août : 44e édition du festival interceltique de Lorient[90], Irlande à l'honneur.
- 1er au 3 août : 15e festival du Bout du Monde

#### Sorties d'albums

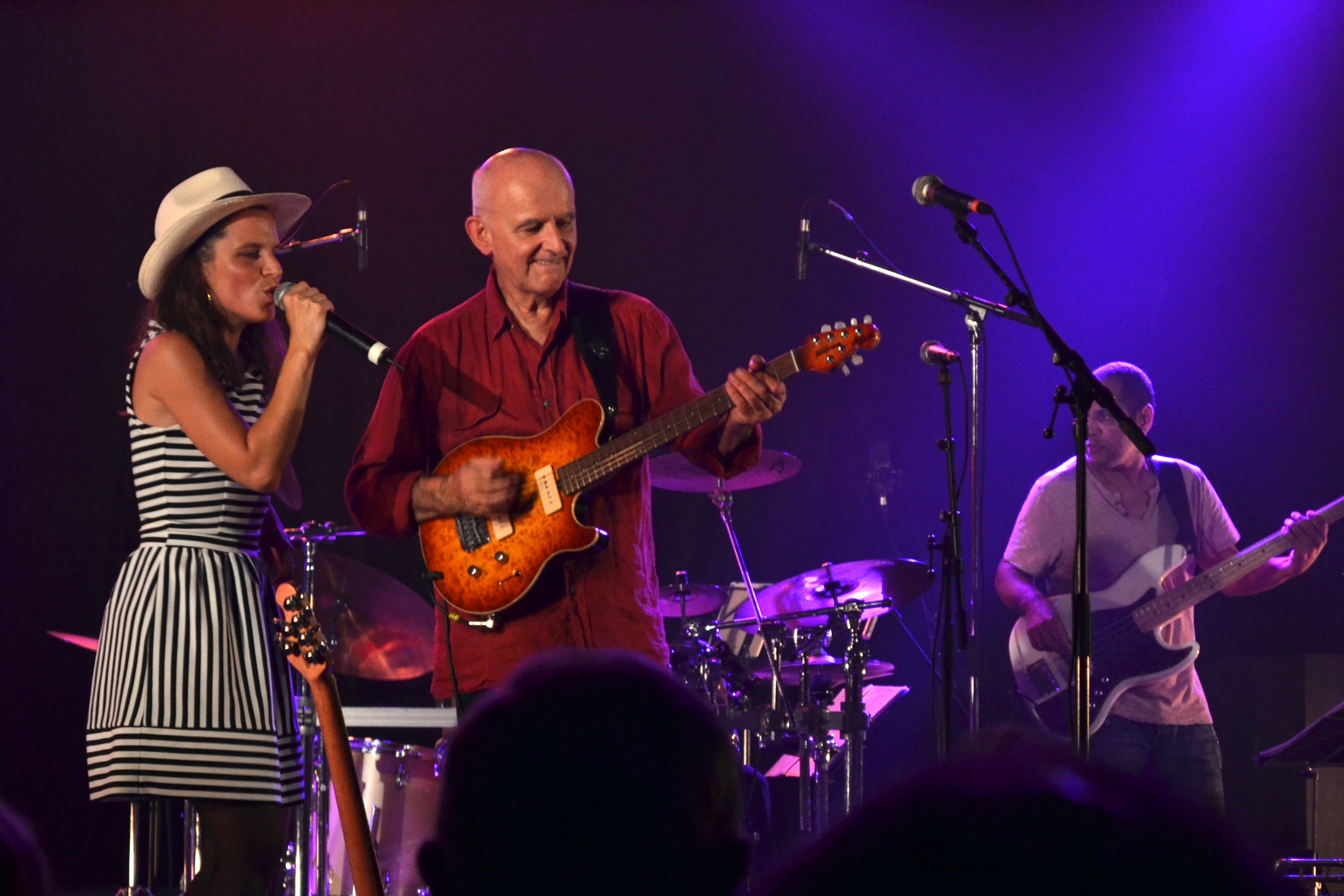
Clarisse Lavanant sort un album et intervient sur le live de Dan Ar Braz.

- 21 janvier : Jeu à la Nantaise du collectif Jeu à la Nantaise
- 3 février : Eternal Life de The Craftmen Club
- 3 mars : Des heures à la seconde de Merzhin
- 7 avril : D'une tonne à un tout petit poids de Renan Luce
- 14 avril : Ici-bas, ici-même de Christophe Miossec
- 3 mai : Bombarde et orgue, vol.3 d'André Le Meut et Philippe Bataille
- 19 mai : Infinity de Yann Tiersen
- 24 mai : Célébration d'un héritage, live de Dan Ar Braz
- 24 mai : Beo du Bagad Cap Caval
- 1er juin : Strewiñ de Nolwenn Arzel
- 6 juin : Dek de Soïg Sibéril
- 18 juin : Harpe celtique de Dominig Bouchaud
- 18 juin : The Celtic Social Club
- 30 juin' : Vel ba'r ger du groupe de fest-noz Loened Fall
- 7 juillet : Tan ar Bobl des Ramoneurs de menhirs
- 24 juillet : L'Encre à rêver, 7e album de Clarisse Lavanant présenté au festival de Cornouaille[91]
- Septembre : La Fiancée de Cécile Corbel
- 6 octobre : Takenn dour d'Arneo

### Littératures

#### Publications
- Mars 2014 : Le Chant des fées, second ouvrage de Sylvie Folmer (originaire de Boistrudan), paraît aux éditions Terre de Brume. Il compte notamment un récit autour de La Roche-aux-Fées[92].
- 5 juin 2014 : un roman de Yann Queffélec, Désirable, aux éditions du Cherche midi[93]. Il raconte l'histoire d'un couple qui bât de l'aile, en Bretagne[94].

#### Salons et festivals littéraires

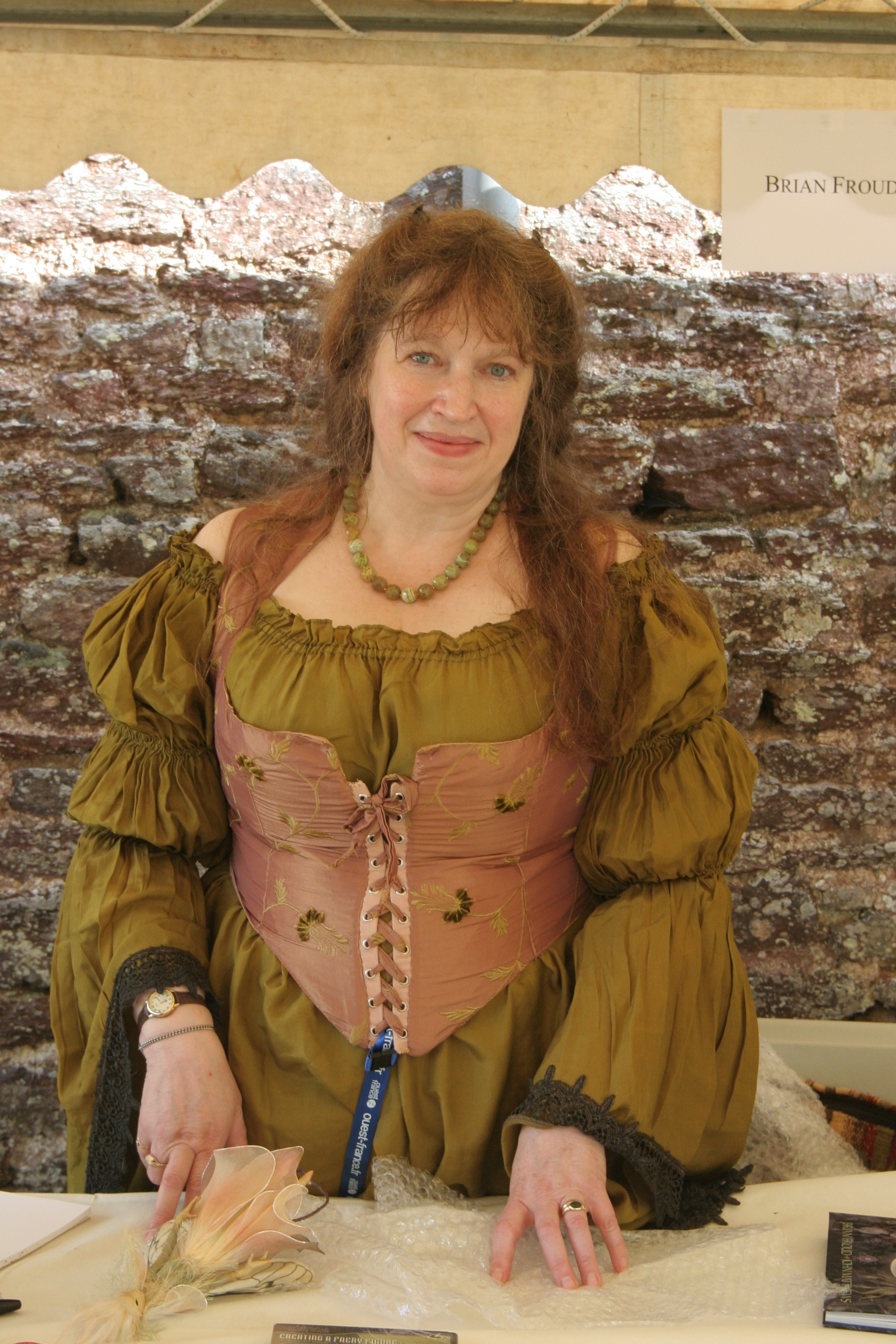
Wendy Froud, la créatrice de Yoda, aux 10e rencontres de l'Imaginaire de Brocéliande

- 7-9 juin 2014 : 25e salon Étonnants voyageurs de Saint-Malo, avec 250 invités venus de 43 pays[95]
- 20-22 juin : 7e salon du livre en Bretagne à Vannes, avec notamment Nelson Monfort, Jean-Joseph Julaud, Irène Frain et Yann Queffélec[96]
- 24-27 juillet : 10e rencontres de l'Imaginaire de Brocéliande au château de Comper, Brian et Wendy Froud sont invités d'honneur[97].

## Sports

### Cyclisme
- 4 avril : 18e édition de la Route Adélie de Vitré, remportée par Bryan Coquard[98].
- 19 avril : 31e édition du Tro Bro Leon, à Lannilis, remporté par Adrien Petit[99].
- 25 avril au 1er mai : 48e édition du Tour de Bretagne, remporté par Bert-Jan Lindeman[100].
- 31 mai : 38e édition du Grand Prix de Plumelec-Morbihan, remporté par Julien Simon[101].
- 1er juin : 58e édition des Boucles de l'Aulne, à Châteaulin, remportée par Alexis Gougeard[102]
- 5 au 27 juillet : l'équipe Bretagne-Séché Environnement est invitée à participer à la 101e édition du Tour de France, et ce pour la première fois depuis sa création en 2005[103]. Dirigée par Emmanuel Hubert, elle ne parvient pas à remporter d'étape, mais se distingue par sa présence constante dans des échappées[104],[105].
- 28 août au 1er septembre : Sylvain Chavanel remporte la 78e édition du Grand Prix de Plouay masculin.

### Équitation
Une participation record aux épreuves bretonnes d'endurance équestre est enregistrée pour la saison 2013-2014, en raison de l'approche des Jeux équestres mondiaux de 2014 en Normandie.
- 6 mai : l'écurie de Pehou remporte le challenge des Côtes d'Armor (CSO)
- 21-22 juin : championnat de Bretagne d'endurance à Landivisiau[106]. Pauline Durand remporte les 130 km avec Ek Okin El Din[107]
- 25 juin : le cavalier amateur Denis Le Guillou (de Quéménéven), qui s'est mis à ce sport tardivement à l'âge de 39 ans[108], est pré-sélectionné pour les Jeux équestres mondiaux avec Otimmins Armor, cheval Anglo-arabe issu de l'élevage d'Armor à Corlay (22)[109],[110].
- 27 et 28 juillet 2014 : au Generali Open de France, de nombreuses médailles décrochées par les cavaliers bretons[111].
- 28 août : Denis Le Guillou termine l'épreuve d'endurance des jeux équestres mondiaux de 2014 à la 13e place sur Otimmins Armor, contribuant ainsi à la médaille d'argent française par équipe[112].

### Football
- Quatre clubs bretons participent à l'édition 2013-2014 du Championnat de France de football : l'En Avant de Guingamp, le FC Lorient, le FC Nantes et le Stade rennais. Le club lorientais obtient le meilleur classement, terminant à la huitième place[113].
- L'EA de Guingamp termine cinquième de l'édition 2013-2014 du championnat de France de football féminin.
- 29 avril : un classement réalisé par le magazine France Football désigne Raymond Keruzoré comme le meilleur joueur breton de l'histoire, devant Jean Prouff et Yoann Gourcuff[114].
- 3 mai : l'En Avant de Guingamp remporte la Coupe de France pour la deuxième fois de son histoire, en s'imposant en finale au stade de France contre le Stade rennais. Revanche de l'édition 2009, qui avait vu deux clubs bretons s'affronter pour la première fois à ce stade de la compétition, ce match voit le club costarmoricain s'imposer par deux buts à zéro[115].
- 25 mai : entraîneur du FC Lorient durant vingt-cinq saisons, réparties sur trois périodes depuis 1982, Christian Gourcuff quitte son poste, et est remplacé par Sylvain Ripoll[116].
- 14 novembre : rencontre amicale entre l'équipe de France et l'Albanie au stade de la route de Lorient. C'est la deuxième fois que l'enceinte rennaise accueille un match de l'équipe de France, après une rencontre face à la Bosnie-Herzégovine en 2004[117]. Le match se termine sur un score nul (1-1), avec un but d'Antoine Griezmann pour la France, répondant à l'ouverture du score de Mergim Mavraj pour l'Albanie[118].

### Football gaélique
- 17 mai : L'équipe de Rennes Ar Gwazi Gouez remporte l'édition 2013-2014 de la coupe de Bretagne contre l'EG Haute-Bretagne Liffré
- 24 mai : L'EG Haute-Bretagne Liffré remporte l'édition 2013-2014 du championnat de Bretagne
- 6 juin : L'EG Haute-Bretagne Liffré termine troisième de l'édition 2014 du championnat de France

### Handball
- Le Cesson Rennes MHB et le HBC Nantes participent à l'édition 2013-2014 du Championnat de France de handball masculin. Les Rennais terminent la compétition à la septième place du classement, tandis que les Nantais se classent quatrièmes et se qualifient pour la Coupe EHF[119].
- Le Nantes Loire Atlantique Handball participe, pour la première fois de son histoire, à l'édition 2013-2014 du championnat de France de handball féminin. À l'issue de la saison, le club se classe premier des playdowns et restera dans l'élite du handball français féminin la saison suivante.

### Hockey sur glace
- Les Albatros de Brest participent à la Ligue Magnus pour la première fois depuis leur rétrogradation volontaire en 2004.
- 22 mars : treizièmes de la saison régulière, les Albatros de Brest sont relégués au niveau inférieur après une série éliminatoire face aux Drakkars de Caen, perdue quatre matchs à trois[120].
- 21 juin : les Albatros de Brest sont repêchés en Ligue Magnus par la Fédération française de hockey sur glace à la suite du désistement des Ours de Villard-de-Lans[121].

### Nautisme

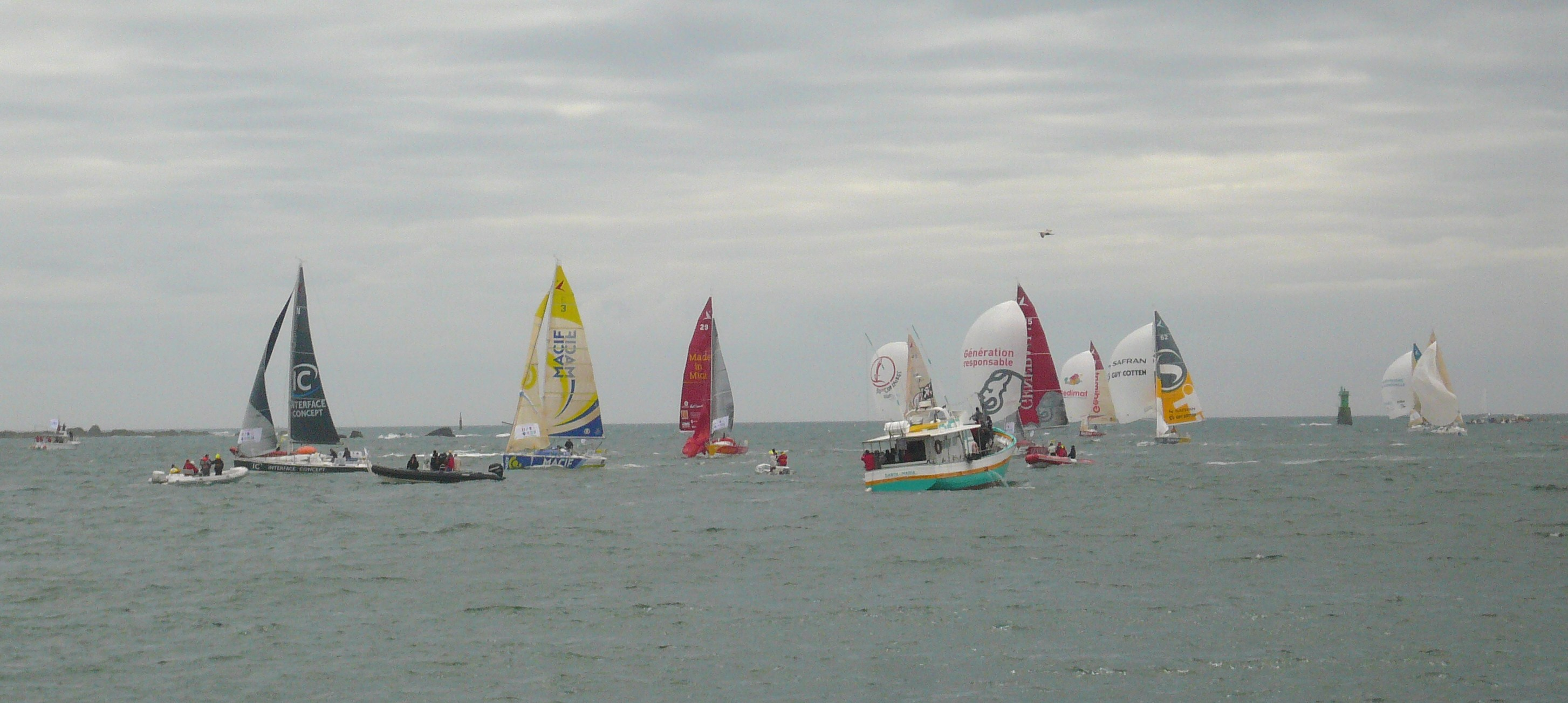
Départ de Concarneau de la Transat AG2R.

- 6 avril : départ de Concarneau de la Transat AG2R 2014[122].
- 18 juin : arrivée à Roscoff de la 2e étape de la solitaire du Figaro 2014, victoire de Yann Eliès[123].
- 13 juillet : arrivée à Roscoff de la 4e étape du tour de France à la voile, victoire de Fabien Henry sur Groupama 34[124].
- 2 novembre : départ de Saint-Malo de la Route du Rhum 2014.

### Rink-hockey
- Cinq clubs bretons participent à l'édition 2013-2014 du championnat de France de rink hockey masculin : l'ALC Bouguenais, l'AL Ergué-Gabéric, le SPRS Ploufragan, le HC Quévert et le RAC Saint-Brieuc. Le club quévertois remporte le championnat et se qualifie pour l'édition 2014-2015 de la ligue européenne, tandis que Bouguenais, dernier du championnat, est relégué en Nationale 2.
- L'AL Plonéour-Lanvern remporte l'édition 2013-2014 du Nationale 2 et accède, pour la saison suivante, à la Nationale 1.

### Rugby à XV
- 27 avril : Le Stade rennais rugby termine septième de l'édition 2013-2014 du championnat de France féminin de rugby à XV au détriment du RC valettois revestois[125]

### Tennis de table
- La GV Hennbont TT termine cinquième de l'édition 2013-2014 du championnat de France de pro A masculin.
- Le Quimper Cornouaille TT termine dernier de l'édition 2013-2014 du championnat de France de pro A féminin et est relégué en championnat de France Pro B pour son édition 2014-2015.

### Volley-ball
- La section féminine du Vannes Volley-Ball remporte l'édition 2013-2014 du championnat de France d'Élite et accède, pour la première fois de son histoire, au championnat de France de volley-ball féminin, première division du volley-ball féminin français, pour la saison 2014-2015. La section féminine du Quimper Volley 29 suit, elle, le chemin inverse.
- Trois clubs participent à la saison 2013-2014 du championnat de France masculin. Nantes Rezé termine huitième ; promu à ce niveau pour la première fois de son histoire, Saint-Nazaire finit à la dixième place ; tandis que le Rennes Volley 35 termine dernier, et est relégué en Ligue B, douze ans après son accession à ce niveau[126].

## Infrastructures

### Constructions
- 10 janvier : début de la construction d'une usine de poudre de lait du groupe Synutra à Carhaix-Plouguer[127].
- Février : 
  - Début de construction du Stade Robert Poirier sur le campus de Villejean à Rennes[128].
  - Début de construction d'un centre de congrès au couvent des Jacobins à Rennes[129].
  - Début des travaux de la station Saint-Germain de la ligne B du métro de Rennes[130].
- Avril : inauguration du parc à thèmes Kingoland à Plumelin[131].
- 13 mai : pose de la première pierre du futur pôle culturel de Baud, qui comprendra, entre autres, la médiathèque, un amphithéâtre et le Cartopole[132].
- Septembre : fin de construction de la Brest Arena[133].
- 6 novembre : mise en service de la portion Locmaria-Grand-Champ — Colpo du projet routier de l'axe Triskell[134].

### Destructions

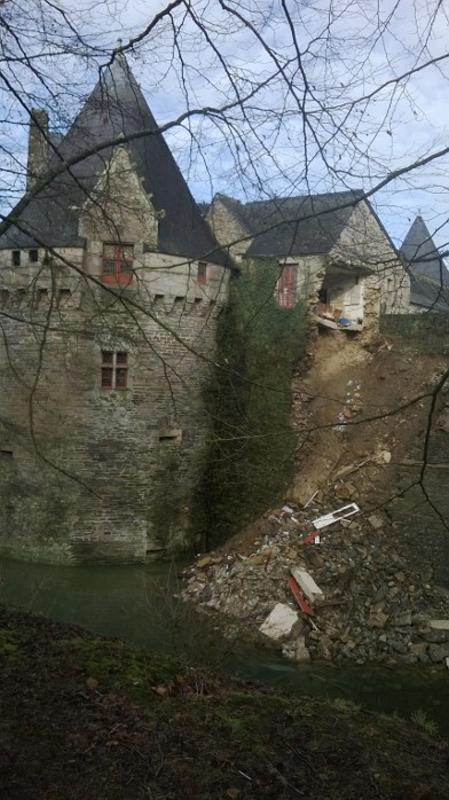
Une partie du château de Pontivy s'effondre sous l'effet de pluies importantes.

- 7 février : effondrement d'une partie du château de Pontivy[135] et d'un pignon du manoir de Tronjoly à Cléder[136] sous l'effet de pluies importantes lors de la tempête Qumaira.
- Mars à octobre : déconstruction de l'ancien pont de Térénez à la suite de la mise en service de son successeur[137].
- Juin : destruction de l'« immeuble Dubonnet » à Rennes dans le cadre de la construction de la ligne B du métro de Rennes[138].
- nuit du 19 au 20 septembre : incendies provoqués par des agriculteurs manifestant dans la région de Morlaix ; destruction totale du bâtiment de la mutualité sociale agricole à Saint-Martin-des-Champs et destruction partielle du centre des impôts de Morlaix [5].
- Octobre : démolition de la halle à marchandises de la gare de Redon[139].

### Protections
Liste des bâtiments classés ou inscrits au titre des monuments historiques en 2014 :
- Côtes d'Armor :
  - Viaduc de Caroual à Erquy, inscription par arrêté du 3 mars 2014.
  - Calvaire de Rosquelfen à Laniscat, inscription par arrêté du 23 juin 2014.
  - Chapelle de Rosquelfen à Laniscat, inscription par arrêté du 23 juin 2014.
  - Ancienne maison d'ouvrier carrier, dite Loge Michel, à Laniscat, inscription par arrêté du 23 juin 2014.
  - Palais des Congrès à Perros-Guirec, inscription par arrêté du 3 octobre 2014.
  - Église Saint-Michel, à Saint-Brieuc, inscription par arrêté du 18 juillet 2014.
  - Ensemble des ouvrages de soutènement (murs, piles, contreforts), de franchissement (pont de la Côte Vendel), d'encorbellement et de protection (garde-corps) de l'ancien réseau ferroviaire départemental établi sur les boulevards Waldeck-Rousseau, La Chalotais, Sévigné et Harel de la Noë à Saint-Brieuc, inscription par arrêté du 26 juin 2014.
  - Ancienne gare ferroviaire départementale à Saint-Brieuc, inscription par arrêté du 3 mars 2014.
  - Viaduc de Toupin à Saint-Brieuc, inscription par arrêté du 3 mars 2014.
- Finistère :
  - Manoir de la Grande Palud à La Forest-Landerneau, inscription par arrêté du 3 octobre 2014.
  - Ancienne conserverie Alexis Le Gall à Loctudy, inscription par arrêté du 14 février 2014.
  - Fort du Mengant à Plouzané, classement par arrêté du 21 janvier 2014.
- Ille-et-Vilaine :
  - Villa Roches Brunes à Dinard, inscription par arrêté du 23 juin 2014.
  - Villa Greystones à Dinard, inscription par arrêté du 4 juillet 2014.
  - Maison dite des Petits Palets, 17 Grande Rue des Stuarts, à Dol-de-Bretagne, inscription par arrêté du 7 mars 2014.
  - Église Saint-Michel à Liffré , inscription par arrêté du 23 janvier 2014.
  - Église Notre-Dame-de-l'Assomption à Livré-sur-Changeon, classement par arrêté du 20 janvier 2014.
  - Château de la Villedubois à Mordelles, inscription par arrêté du 10 juillet 2014..
  - Domaine d'Artois à Mordelles et Talensac, inscription par arrêté du 21 mai 2014.
  - Église Saint-Hubert à La Nouaye, inscription par arrêté du 3 octobre 2014.
  - Église Saint-Pierre à Noyal-sur-Vilaine, inscription par arrêté du 18 juillet 2014.
  - Immeuble sis 7, avenue Jean-Janvier et 1, rue Jean-Marie-Duhamel à Rennes, inscription par arrêté du 10 décembre 2014.
  - Ancienne prison Saint-Michel à Rennes inscription par arrêté du 26 juin 2014.
  - Immeubles sis 28-30, rue Saint-Georges à Rennes, inscription par arrêté du 7 mars 2014.
  - Immeuble sis 2, rue du Commandant-Pierre-Thoreux à Saint-Briac-sur-Mer, inscription par arrêté du 7 mars 2014.
  - Club-House du Dinard Golf à Saint-Briac-sur-Mer, inscription par arrêté du 27 octobre 2014.
  - Château de La Roche-Giffard à Saint-Sulpice-des-Landes, inscription par arrêté du 27 octobre 2014.
  - Église Saint-Étienne à Val-d'Izé, inscription par arrêté du 18 juillet 2014.
  - Enceinte urbaine fortifiée à Vitré, inscription par arrêté du 15 janvier 2014.
- Morbihan :
  - Domaine du Château de Trécesson à Campénéac, classement par arrêté du 28 mai 2014.
  - Scala Sancta de la basilique Notre-Dame-de-Quelven à Guern, classement par arrêté du 20 janvier 2014.
  - Fontaine Notre-Dame de la basilique Notre-Dame-de-Quelven à Guern, classement par arrêté du 20 janvier 2014.
  - Église Saint-Léry à Saint-Léry, inscription par arrêté du 12 août 2014.